# مجزرة جنين
مجزرة جنين هو اسم يطلق على عملية توغل نفذها الجيش الإسرائيلي في جنين في الفترة من 1 إلى 11 نيسان 2002. وتشير مصادر الحكومة الإسرائيلية إلى وقوع معركة شديدة في جنين، مما اضطر جنود الجيش الإسرائيلي إلى القتال بين المنازل. في المقابل، تشير مصادر السلطة الفلسطينية ومنظمات حقوق الإنسان ومنظمات دولية أخرى أن القوات الإسرائيلية أثناء إدارة عملياتها في مخيم اللاجئين قامت بارتكاب أعمال قتل عشوائية، واستخدام دروع بشرية، واستخدام غير متناسب للقوة، وعمليات اعتقال تعسفي وتعذيب، ومنع العلاج الطبي والمساعدة الطبية. مع ذلك كان تقرير الأمم المتحدة عن المجزرة منحازا بشكل واضح للكيان الصهيوني، حيث ساوى بين الطرفين من حيث القوة العسكرية، ووصفهما كأنهما خصمان في ساحة حرب.
كانت هذه العملية ضمن عملية اجتياح شاملة للضفة الغربية أعقبت تنفيذ عملية تفجير في فندق في مدينة نتانيا الساحلية. هدفت عملية الاجتياح إلى القضاء على المجموعات الفلسطينية المسلحة التي كانت تقاوم الاحتلال، وكانت جنين والمدينة القديمة في نابلس مسرحاً لأشرس المعارك التي دارت خلال الاجتياح، حيث قرر مجموعة من المقاتلين الفلسطينيين محاربة القوات الإسرائيلية حتى الموت، الأمر الذي أدى إلى وقوع خسائر جسيمة في صفوف القوات الإسرائيلية، ومن ثم قامت باجتياح مخيم جنين في محاولة للقضاء على المجموعات المقاتلة حيث قتلت واعتقلت الكثير منهم، كما قامت القوات الإسرائيلية بعمليات تنكيل وقتل بحق السكان - حسب المصادر الفلسطينية ومعظم المصادر الأخبارية العالمية المحايدة والجمعيات الدولية أدى إلى سقوط العشرات، فيما حمّلت إسرائيل المقاتلين الفلسطينيين مسؤولية تعريض حياة المدنيين للخطر.
بدأت عملية الاجتياح بأمر من رئيس وزراء إسرائيل آنذاك أرئيل شارون. تصدى المقاومون وبعض الأهالي العزّل للقوات الغازية، رغم قلة الإمكانيات وقلة السلاح، وفُرِضّ النزوح الجماعي والتهجير على كثير من السكان، وتعرض من بعضهم لمجازر على يد الجيش الإسرائيلي، ولم تسلم الأبنية السكنية والبنية التحتية وشبكات الكهرباء والماء والاتصالات من قصف طائرات الاحتلال العشوائي.

## نتائج المعركة
وقد اسشهد في هذه المعركة بحسب تقرير الأمم المتحدة 58 فلسطينيا ، أما رواية الاحتلال تتحدث عن ارتقاء 58 شهيد، أما رواية السلطة الفلسطينية تتحدث عن ارتقاء أكثر من 500 شهيد , واعترف الجانب الإسرائيلي بمقتل 23 من جنوده قُتل منهم 14 في يوم واحد 12 منهم في كمين للمقاتلين الفلسطينيين الذين يقولون أن العدد أكبر من ذلك بكثير، حيث يصل العدد المتوقع إلى 55 حسب شهود العيان، ومن الذين شهدوا المعركة وأكدوا على وقوعها: لجنة حقوق الإنسان التابعة للأمم المتحدة، منظمة العفو الدولية، تيري رود لارسن - منسق الأمم المتحدة في الشرق الأوسط، الوفد البرلماني الحزبي الأوروبي، ووفد (الأدباء والمفكرين العالميين) الذي يمثل (البرلمان العالمي للكتاب). وهو وفد يضم شخصيات ثقافية وأدبية عالمية مثل: الروائي الأمريكي راسل بانكس، ورئيس البرلمان العالمي للكتاب وول سوينكا، الحائز جائزة نوبل للآداب، ورئيس البرلمان السابق البرتغالي خوسيه ساراماغو، الحائز - كذلك - جائزة نوبل للآداب، وبي داوو الصيني وهو أحد مؤسسي برلمان الكتاب، والشاعر والروائي برايتن برايتناخ (جنوب أفريقيا)، وكرستيان سالمون (فرنسا)، وفيشنزو كونولو (إيطاليا)، وخوان غويتسولو (إسبانيا).

## ردود فعل
أشار تقرير كوفي أنان، أمين عام الأمم المتحدة آنذاك، في تقريره إلى مجلس الأمن إلى الوضع الإنساني الكارثي في المخيم، محملا المسؤولية للطرفين في التسبب بمقتل المدنيين منذ اندلاع النزاع في سبتمبر 2000، وهو تقرير كان موضع نقد فلسطينيين رؤوا فيه انحيازا للرواية الإسرائيلية وتبرئة للجيش الإسرائيلي من ارتكاب جرائم حرب .
علّق الكاتب البرتغالي خوسيه ساراماغو بعد زيارته للمخيم إبّان المعركة: «كل ما اعتقدت أنني أملكه من معلومات عن الأوضاع في فلسطين قد تحطم، فالمعلومات والصور شيء، والواقع شيء آخر، يجب أن تضع قدمك على الأرض لتعرف حقاً ما الذي جرى هنا.. يجب قرع أجراس العالم بأسره لكي يعلم.. ان ما يحدث هنا جريمة يجب أن تتوقف.. لا توجد أفران غاز هنا، ولكن القتل لا يتم فقط من خلال أفران الغاز. هناك أشياء تم فعلها من الجانب الإسرائيلي تحمل نفس أعمال النازي أوشفيتس. أنها أمور لا تغتفر يتعرض لها الشعب الفلسطيني».
وقال راسل بانكس رئيس البرلمان العالمي للكتاب : «ان الساعات التي قضيتها في فلسطين حتى الآن حفرت في ذاكرتي مشاهد لن أنساها أبداً.. عندما اجتزنا الحاجز أحسست بأن الباب أغلق خلفي واني في سجن. إن جميع أعضاء الوفد متأكدون أنه سيتم اتهامهم بـ (اللاسامية) خصوصاً في الولايات المتحدة. لكن هذا لا يخيفنا. يجب أن نرفض هذا النوع من (الإرهاب الثقافي) الذي يدعي أن توجيه الانتقادات للجرائم الإسرائيلية ضد الفلسطينيين هو نوع من معاداة السامية».
أما خوان غويتسولو فقد قال: «كيف يفسر حق الدفاع عن النفس بأنه إرهاب، والإرهاب دفاع عن النفس!! إني أستطيع أن أعدد دولاً تمارس الإرهاب، وإسرائيل هي إحدى هذه الدول. يجب أن نخرج أنفسنا من الكليشهات، وألا نساوي بين القاتل والضحية، بين القوة المحتلة والشعب الذي يرزح تحت الاحتلال ويقاومه. ونحن ممثلو شعوبنا غير المنتخبين. وعلينا أن ننقل بأمانة ما تشاهده أعيننا، وتحسه قلوبنا».
وعلى لسان تيري رود لارسن منسق الأمم المتحدة في الشرق الأوسط: أن الوضع في مخيم جنين للاجئين الفلسطينيين مذهل ومروع لدرجة لا تصدق، إن الروائح الكريهة المنبعثة من الجثث المتحللة تحوم في أنحاء المخيم، يبدو كما لو أنه (أي المخيم) تعرض لزلزال، شاهدت فلسطينيين يخرجون جثثا من بين حطام المباني المنهارة، منها جثة لصبي في الثانية عشرة من عمره، أنا متأكد بأنه لم تجرِ عمليات بحث وإنقاذ فعلية.

## من جرائم الحرب التي قام بها الاحتلال الصهيوني خلال المجزرة
أولاً: استخدام جيش الاحتلال الدبابات والطائرات الحربية، ومدافع مضادة للطائرات، ومركبات مدرعة مزودة بمدافع رشاشة، مقابل بنادق آلية وسلاح أبيض بحوزة المدافعين الفلسطينيين .
ثانياً : تدمير المنشآت السكنية، والمرافق التابعة للأونروا كالمركز الصحي  .
ثالثاً : منع إسعاف الجرحى والمرضى (المصابين) , بهذا يكون الاحتلال انتهك القانون الدولي الإنساني، مما أدى لزيادة أعداد الشهداء .
رابعاً : إعدام المدنيين في أزقة المخيم، وإبادة عائلات كاملة من السجل المدني، حيث قتلوا الأطفال والنساء و الرجال والشيوخ . بالإضافة إلى شهادة الشهود العيان الذين ذكروا سرقة جيش الاحتلال لجثث الشهداء من المخيم في شاحنات والاتجاه بها لوجهة مجهولة، وذلك لإخفاء آثار المجازر التي قاموا بها .

## أفلام لتوثيق أحداث المعركة
أعد أكثر من فيلم سينمائي ووثائقي لتصوير المعركة وإيصالها للعالم مثل فيلم (جينينغراد) , وفيلم (جنين جنين) للمخرج محمد بكري حيث تعرض الفنان للتهديد والمقاضاة من قبل جنود الاحتلال الظاهرين في الفيلم الوثائقي، حيث قاضوه بتهمة التشهير و القذف، حيث روى الفيلم جرائم الاحتلال وانتهاكه لحقوق السكان وارتكاب الجرائم بحقهم وهم عزّل، لم يكنفي الجنود بمقاضاة البكري، بل كذبوه وكذبوا أحداث الفيلم، وأنكروا ارتكابهم الجرائم والمجازر في المخيم ; نتاج ذلك تم منع نشر الفيلم من قبل القضاء الإسرائيلي، إلّا أن قام الفنان بإصدار قرار قضائي يسمح بنشر الفيلم في فلسطين وخارجها .

## وصلات خارجية
- محكمة إسرائيلية تلغي حظر فيلم عن مجزرة جنين، الجزبرة نت، 3 أكتوبر 2004
- تقرير الأمين العام للأمم المتحدة عن مجزرة جنين، الجزبرة نت، 3 أكتوبر 2004